# Horstedt (Sottrum)
Horstedt ist eine niedersächsische Gemeinde in der Samtgemeinde Sottrum im Landkreis Rotenburg (Wümme) mit 1.250 Einwohnern (31. Dezember 2023). 

## Gemeindegliederung
Zur Gemeinde gehören die Ortsteile Clünder, Horstedt, Stapel und Winkeldorf. Die damaligen Gemeinden Stapel und Winkeldorf wurden am 1. März 1974 eingegliedert.
Stapel wurde 1230 erstmals urkundlich erwähnt. Zur 777-Jahr-Feier des Ortes im Jahre 2007 wurde das Buch „Stapel - Streifzüge durch Gegenwart und Vergangenheit eines Geestdorfs“ herausgegeben, das auch im Internet verfügbar ist.

## Politik

### Gemeinderat
Der Rat der Gemeinde Horstedt besteht aus elf Ratsfrauen und Ratsherren. Dies ist die festgelegte Anzahl für die Mitgliedsgemeinde einer Samtgemeinde mit einer Einwohnerzahl zwischen 1001 und 2000 Einwohnern. Die Ratsmitglieder werden durch eine Kommunalwahl für jeweils fünf Jahre gewählt. Die aktuelle Amtszeit begann am 1. November 2021 und endet am 31. Oktober 2026.
Die letzten Gemeinderatswahlen ergaben folgende Sitzverteilungen:
| Partei | 2021 | 2016 |
| ------ | ---- | ---- |
| CDU    | 5    | 4    |
| SPD    | 4    | 4    |
| WFB    | 1    | 2    |
| Grüne  | 1    | 1    |

### Bürgermeister
Der Gemeinderat wählte das Gemeinderatsmitglied Michael Schröck (SPD) zum ehrenamtlichen Bürgermeister für die aktuelle Wahlperiode.

### Wappen
Blasonierung: In Grün eine goldene Spitze, darin eine neuzeitliche Backsteinkirche in Seitenansicht. Rechts auf der Firstspitze ein silberner, auf vier Stützen stehender Glockenturm mit aufgesetztem Wetterhahn. Links an der Kirche ein roter Rundbogenanbau mit rechts ansteigendem Schrägdach. Im Rundbogen ein modernes mehrfarbiges Glasmosaik. Vorne ein über Eck gestellter goldener, von zwei goldenen Stützpfählen gehaltener Holzstapel. Hinten ein rechtsgewendeter goldener Winkel.

## Kultur und Sehenswürdigkeiten
- Wohn- und Wirtschaftsgebäude Am Eichkamp 2 (Winkeldorf) von 1770 in Fachwerk und mit Niedersachsengiebel
- Wohn- und Wirtschaftsgebäude Lindenstraße 9 (Winkeldorf) aus der ersten Hälfte des 19. Jh. in Fachwerk
- Wohn- und Wirtschaftsgebäude Lange Straße 22 von 1857 in Fachwerk
- Wohn- und Wirtschaftsgebäude Zum Blocksberg 1 (Stapel) vom 19. Jahrhundert in Fachwerk
- Johannes-der-Täufer-Kirche, 1961 nach den Entwürfen von Eberhard Gildemeister errichtete,t kein Baudenkmal.

## Verkehr
Durch die Gemeinde führt die A 1.